# Mateřská loď ponorek

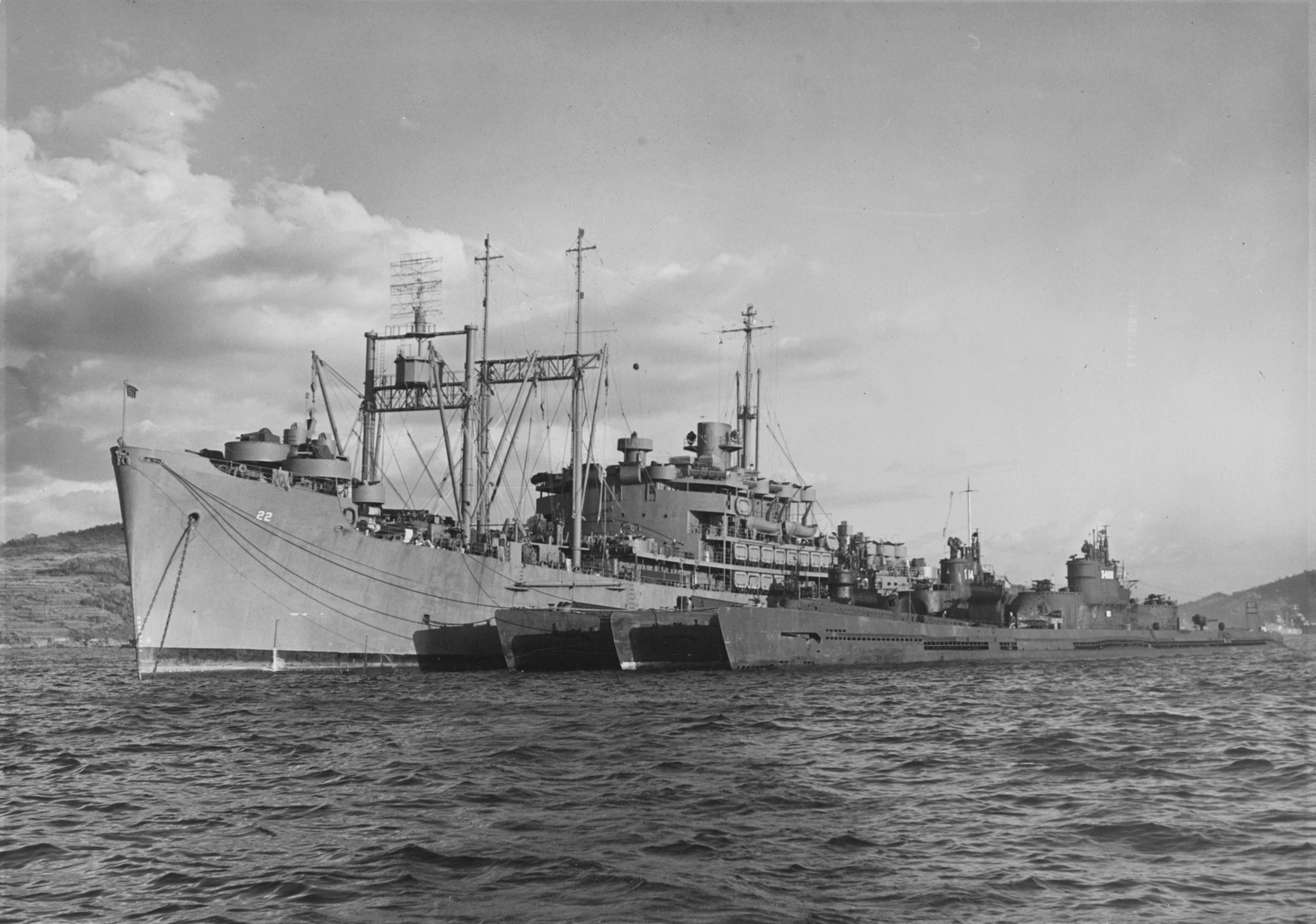
Americká mateřská loď ponorek USS Euryale (AS-22) v přístavu Sasebo. Po jejím boku je trojice zajatých japonských ponorek.

Mateřská či depotní loď ponorek je typ pomocné lodě, sloužící jako plovoucí základna ponorek. Takový typ lodi dovedl ponorce poskytovat náhradní díly, potraviny, palivo i munici. Umožňovaly tak zejména jejich operace ve vzdálených oblastech či v místech, kde nebyly k dispozici vhodné přístavy. Mateřské lodě ponorek byly často upravené obchodní či starší válečné lodě. Speciálním typem pak byly německé zásobovací ponorky typu XIV, které stejným způsobem podporovaly operace německých ponorek za druhé světové války.